# 平克 (密西西比州)
平克（英語：Pink）是位於美國密西西比州蒂尼卡縣的鬼鎮。

## 歷史
平克的郵局於1906年設立，其後於1908年停運。

## 地理
平克所處的海拔為高於海平面53米（即174英呎），而該地所採用的時區為UTC-6，即北美中部時區（CST）。同時該地設有夏令時間，為UTC-6調快一小時，即UTC-5（CDT）。